# Markus Fischer (Chemiker)
Markus Jürgen Fischer (geboren 1965) ist ein deutscher Lebensmittelchemiker, der seit 2006 Professor an der Universität Hamburg ist. Zu seinen Forschungsschwerpunkten zählt die Feststellung der Authentizität von Lebensmitteln mittels molekularbiologischer Techniken sowie der Massenspektrometrie. Im Bereich Biochemie beschäftigt er sich mit der Aufklärung von Biosynthesewegen, der Wirkstoffentwicklung sowie der Diagnostik von Krankheitserregern und der Ernährungsphysiologie.

## Leben
Fischer schloss 1991 sein Lebensmittelchemie-Studium an der Technischen Universität München ab. Ab 1992 arbeitete er am Institut für Organische Chemie und Biochemie, an dem er promovierte. Zusammen mit Adelbert Bacher gründete er im Jahr 2000 die IKOSATEC Gesellschaft für Protein-Engineering mbH. 2003 wurde Markus Fischer an der Technischen Universität München im Fachgebiet Lebensmittelchemie und Biochemie habilitiert.
Von 2003 bis 2006 war er im Bereich Biochemie Oberassistent an der Technischen Universität München. Von 2002 bis 2006 erhielt Fischer eine Gastdozentur am German Institute of Science and Technology (GIST) in Singapur. Während dieser Zeit erhielt er auch einen Ruf auf eine C3-Professur an die Johann-Wolfgang-Goethe-Universität Frankfurt. Seit 2006 ist Fischer Direktor des Instituts für Lebensmittelchemie, Universität Hamburg, wo er bis heute tätig ist. Innerhalb der Universität Hamburg gründete er 2011 die Hamburg School of Food Science (HSFS).
Er engagiert sich aktiv für den wissenschaftlichen Nachwuchs und ist Mitglied des Vorstandes der Lebensmittelchemischen Gesellschaft (LChG) und dort in der AG Hochschullehre tätig. Um seinen Studenten des sehr national geprägten Berufsbildes Lebensmittelchemiker einen Auslandsaufenthalt zu ermöglichen, steht er in engem Kontakt mit der amerikanischen FDA. Er ist Inhaber von Patenten für Biosynthesewege, die im Bereich der Pflanzenschutzmittel- und der Medikamentenentwicklung Anwendung finden können. Ein Großteil seiner angewandten Forschung wird durch den Forschungskreis der Ernährungsindustrie e.V. in Kooperation mit der AiF (BMWI) sowie vom BMEL gefördert.
Seit 2016 ist er Sprecher des Sprecher Competence Network Food Profiling (CNFP). Seit 2019 ist er Vicepresident der International Association of Environmental Analytical Chemistry (IAEAC). Seit 2019 ist Markus Fischer Sprecher des naturwissenschaftliche Teils (Artefact Profiling) des Exzellenzclusters „Understanding Written Artefacts“ der Universität Hamburg.

## Auszeichnungen
2004 erhielt er den Kurt-Täufel-Preis des Jungen Wissenschaftlers der LChG.
2014 war er Teil eines Forschungskonsortiums um Prof. Dr. Thomas Kurz (Heinrich-Heine-Universität Düsseldorf), welches mit dem Phoenix Pharmazie Wissenschaftspreis 2014 im Bereich Pharmazeutische Chemie ausgezeichnet wurde.

## Monographien
- Moderne Lebensmittelchemie, Markus Fischer, Marcus Glomb (Hrsg.), 1. Auflage 2015, Lehrbuch: 769 Seiten, Behr’s Verlag, ISBN 978-3-89947-864-8
- Lebensmittelanalytik, Reinhard Matissek, Markus Fischer, Gabriele Steiner, 6. Auflage 2018, Lehrbuch: 717 S. 287 Abb., Springer Spektrum, ISBN 978-3-662-55721-1
- Neue und alte Infektionskrankheiten, Markus Fischer (Hrsg.), 1. Auflage 2014, Taschenbuch: 267 Seiten, Springer Spektrum, ISBN 978-3-658-04124-3